# Zanie Campan
Pour les articles homonymes, voir Campan (homonymie).
Zanie Campan (née Suzanne Blanche Euwer dans le 16e arrondissement de Paris le 12 août 1921 et morte le 1er septembre 1994 dans le 15e arrondissement de Paris) est une actrice française de théâtre, de cinéma et de télévision.

## Biographie
Zanie Campan est l'épouse de Jean Aubier qui, durant la Seconde Guerre mondiale, était proche de l'intelligentsia parisienne et du groupe des surréalistes. Elle a participé à ce titre à la lecture de la pièce de théâtre Le Désir attrapé par la queue de Pablo Picasso dirigée par Albert Camus le 19 mars 1944 dans l'appartement de Michel Leiris. Elle entame une carrière au théâtre dès 1942, dans la Compagnie du Jeune Colombier, au Théâtre Verlaine, et au Théâtre des Noctambules, où elle participe à la création de L'Équarrissage pour tous, de Boris Vian. Puis elle est invitée par Jean Vilar et Gérard Philipe à venir les rejoindre au TNP où elle joue jusqu'en 1961.
Elle préfère alors interrompre sa carrière de comédienne pour se consacrer à l'écriture, la peinture et l'artisanat. À l'occasion, elle accepte de jouer brièvement pour le cinéma et la télévision. En 1991, elle participe à la soirée thématique de La Sept-Arte sur les acteurs, aux côtés d'Anouk Grinberg, Anémone, Maria de Medeiros, Rufus, Jean-Claude Dreyfus et Jean Benguigui. Elle est la mère du cinéaste Pascal Aubier.
Elle s'est éteinte à Paris le 1er septembre 1994.

## Théâtre
- L'Équarrissage pour tous, de Boris Vian, mise en scène d'André Reybaz, théâtre des Noctambules[5].
- 1953 : La Tragédie du roi Richard II de William Shakespeare, mise en scène Jean Vilar, TNP Théâtre de Chaillot
- 1954 : Ruy Blas de Victor Hugo, mise en scène Jean Vilar, TNP Théâtre de Chaillot
- 1954 : Macbeth de William Shakespeare, mise en scène Jean Vilar, TNP Festival d'Avignon
- 1956 : Macbeth de William Shakespeare, mise en scène Jean Vilar, TNP Festival d'Avignon
- 1956 : Le Mariage de Figaro de Beaumarchais, mise en scène Jean Vilar, TNP Festival d'Avignon
- 1957 : Le Malade imaginaire de Molière, mise en scène Daniel Sorano, TNP Théâtre de Chaillot
- 1957 : Le Mariage de Figaro de Beaumarchais, mise en scène Jean Vilar, TNP Festival d'Avignon
- 1958 : Les Caprices de Marianne d'Alfred de Musset, mise en scène Jean Vilar, TNP Festival d'Avignon
- 1958 : Lorenzaccio d'Alfred de Musset, mise en scène Gérard Philipe, TNP Festival d'Avignon
- 1959 : La Fête du cordonnier de Michel Vinaver d'après Thomas Dekker, mise en scène Georges Wilson, TNP Théâtre de Chaillot
- 1959 : La Mort de Danton de Georg Büchner, mise en scène Jean Vilar, TNP Théâtre de Chaillot
- 1959 : La Double Vie de Théophraste Longuet de Jean Rougeul d'après Gaston Leroux, mise en scène René Dupuy, Théâtre Gramont
- 1959 : Mère Courage de Bertolt Brecht, mise en scène Jean Vilar, TNP Festival d'Avignon
- 1960 : Les Femmes savantes de Molière, mise en scène Jean-Paul Moulinot, TNP Théâtre Récamier
- 1960 : Génousie de René de Obaldia, mise en scène Roger Mollien, TNP Théâtre Récamier

## Filmographie
- 1948 : Clochemerle de Pierre Chenal — une lavandière
- 1951 : La Taverne de la Nouvelle-Orléans de William Marshall — Cynthia Wintrop
- 1961 : Les Amours célèbres – la femme du gouverneur
- 1967 : Sept fois femme de Vittorio De Sica —
- 1986 : Monte Carlo (mini-série) — Madame Tranchard
- 1987 : Hôtel du Paradis de Jana Boková — Lucienne Bayer
- 1988 : Les Cinq Dernières Minutes (téléfilm), épisode 1 Le Fantôme de la Villette — Mme Perlot